# Thought I'd Died and Gone to Heaven
Thought I'd Died and Gone to Heaven is een nummer van de Canadese zanger Bryan Adams uit 1992. Het is de vierde single van zijn zesde studioalbum Waking Up the Neighbours.
Het nummer werd in diverse landen een hit. Zo bereikte het in Adams' thuisland Canada de nummer 1-positie. In het Nederlandse taalgebied was het nummer iets minder succesvol, met een 2e positie in de Nederlandse Tipparade en een 29e positie in de Vlaamse Radio 2 Top 30.